# Malmbergets landsfiskalsdistrikt
Malmbergets landsfiskalsdistrikt var 1941–1951 ett landsfiskalsdistrikt i Norrbottens län, bildat när Sveriges indelning i landsfiskalsdistrikt trädde i kraft den 1 oktober 1941, enligt beslut den 28 juni 1941. Denna indelning ersatte en äldre från den 7 september 1917 (trädde i kraft den 1 januari 1918), och genom denna nya indelning utbröts Malmbergets landsfiskalsdistrikt ur Gällivare landsfiskalsdistrikt. När Sveriges nya indelning i landsfiskalsdistrikt trädde i kraft den 1 januari 1952 (enligt kungörelsen 1 juni 1951) upphörde distriktet och dess område införlivades i Gällivare landsfiskalsdistrikt.
Landsfiskalsdistriktet låg under länsstyrelsen i Norrbottens län.

## Ingående områden
Distriktet bestod under hela dess existens av samma område:
- Malmbergets kyrkobokföringsdistrikt i Gällivare landskommun